# Here's No Peace
Albums de Marduk
Live in Germania
(1997) Nightwing
(1998)
Here's No Peace est le deuxième EP du groupe de black metal suédois Marduk. L'album est sorti en octobre 1997 sous le label Shadow Records.
Le char d'assaut sur la pochette de l'album est un modèle allemand de la seconde guerre mondiale. Il s'agit d'un PzIV Ausf.F2.
Les titres In Conspiracy With Satan et Woman of Dark Desires sont des reprises du groupe Bathory.
La formation est très différente du précédent et de l'album suivant, étant donné que l'album est sorti bien après son enregistrement (l'EP a été enregistré en 1991, soit environ six ans avant sa sortie). En effet, on retrouve Andreas Axelsson au chant, Rikard Kalm à la basse et Joakim Göthberg à la batterie.

## Musiciens
- Andreas Axelsson – chant
- Morgan Steinmeyer Håkansson – guitare
- Rikard Kalm – basse
- Joakim Göthberg – batterie, chant

## Liste des morceaux
1. Here's No Peace – 0:44
2. Still Fucking Dead – 3:03
3. Within the Abyss – 3:42
4. In Conspiracy With Satan (reprise du groupe Bathory) - 2:18
5. Woman of Dark Desires (reprise du groupe Bathory)- 4:30